# Troglopedetes cavernicolus
Troglopedetes cavernicolus is een springstaartensoort uit de familie van de Paronellidae. De wetenschappelijke naam van de soort is voor het eerst geldig gepubliceerd in 1944 door Delamare Deboutteville.